# Martha Biilmann
Martha Bodil Marcilie Biilmann (født 7. januar 1921 i Napasoq, Grønland, død 13. marts 2008 på Maniitsoq sygehus) var en grønlandsk ekspert og lærer i skindsyning. Hun var skindkonsulent for Grønlands Hjemmestyre 1986-1996.

## Familie og opvækst
Biilmann var datter af fanger Otto Andreas Ivar Jessen (1890-1960) og Amalie Karen Sabine Platou (1893-1956). Hun havde tre søstre og tre brødre. Brødrene var alle kunstmalere.
Hun blev i 1940 gift med kontorassistent Holger Biilmann (1916-1988) og havde 6 børn: Amalie (født 1941), Lars (født 1943), Nathan (født 1947), Line (født 1949), Johanne (født 1952), Petrus (født 1954). Hendes datter Johanne Biilmann Egede er mor til politikeren Aqqaluaq Biilmann Egede.

## Skindsyning
Biilmann lærte at forarbejde skind af sin mor. I barndomshjemmet gjorde familien en indsats for bevare de gamle håndværkstraditioner. Hun skrev en række artikler fra 1960'erne og frem om bearbejdning af skind, som var en kundskab som var i tilbagegang, da man kunne få færdigsyet tøj og ikke længere var afhængig af skind til beklædning. Hun underviste som den første i skindsyning på aftenskolen i Maniitsoq og også i folkeskolen fra 1974. Hun holdt fra 1977 mange kurser på kvindehøjskolen Arnat Ilinniarfiat på Knud Rasmussens Højskole i Sisimiut som betød at hendes ideer og viden blev bredt udbredt i Grønland.
Hun blev ansat som skindkonsulent i Hjemmestyret i 1986, en stilling som hun havde i ti år. Det var betydet at de fleste grønlandske byer og bygder har oprettet steder hvor man kan lære skindsyning. Biilmann udgav en lærebog i skindbehandling, Amminik Suleriaaseq, i 1990.
Fra midten af 1980'erne arbejdede hun med at salte sælskind for at øge holdbarheden. Det er en metode som er indført i flere grønlandske byer. Biilmann har også arbejdet på at genindføre hverdagstøj af sælskind i stedet kun at bruge det til festtøj og nationaldragter.
Hun måtte stoppe med undervisning i 1996 på grund af sygdom, men fortsatte med at arbejde med skind i hjemmet.

## Hæder
Hun fik i 1975 en pris fra De Grønlandske Kvindeforeningers Sammenslutning, en pris fra Maniitsoq Kommune 1982, Julemærkeprisen i 1983 og Grønlands Hjemmestyres Kulturpris i 1988. Hun blev æresmedlem af kvindeforeningen i Maniitsoq i 1998. Hun hade da været medlem i 49 år, og var medstifter af foreningen.
Biilmann fik Hjemmestyres fortjenstmedalje Nersornaat i sølv i 1996